# Spear (entreprise)
Pour les articles homonymes, voir Spear.

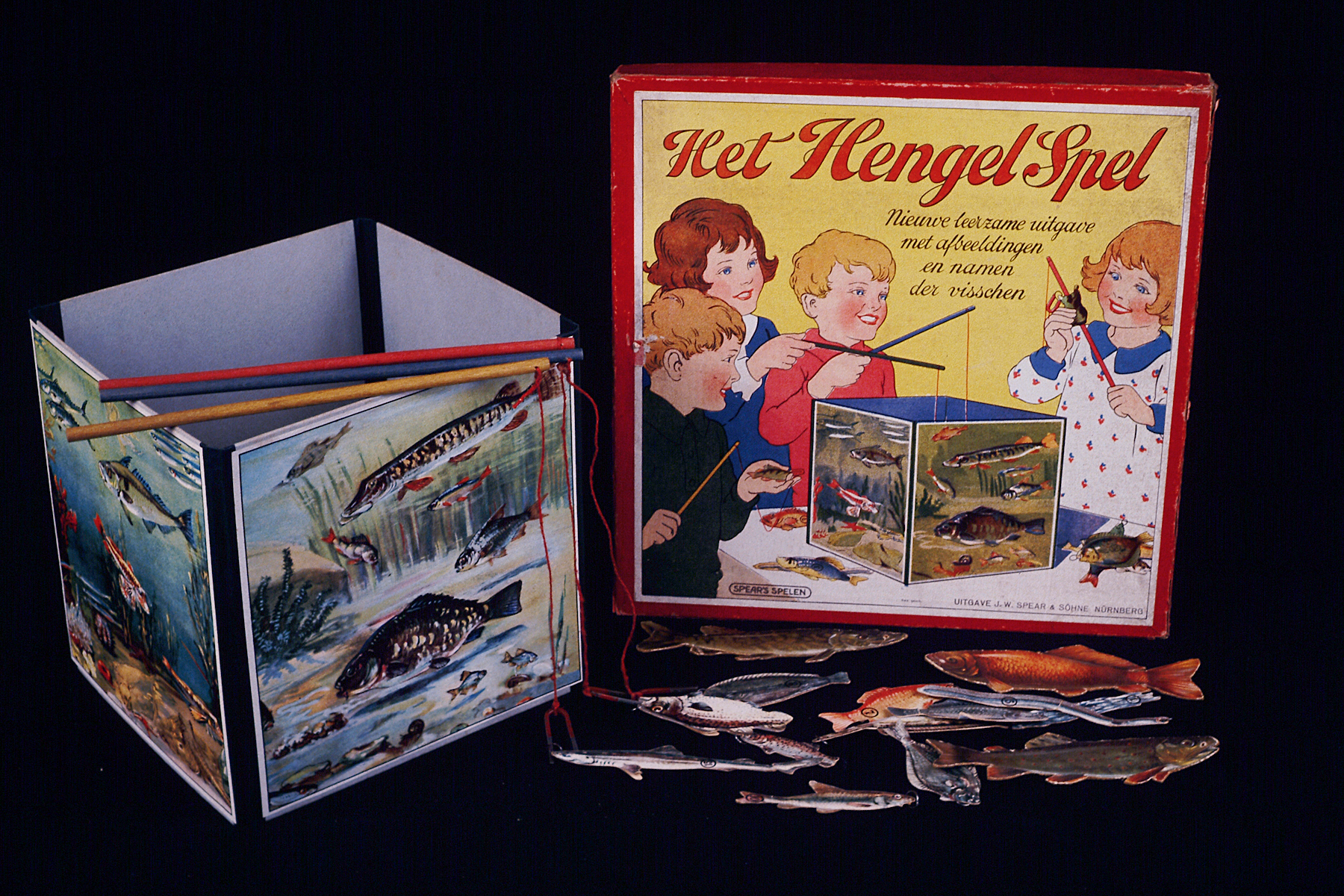
« Le jeu de pêche » dans une boîte d'aquarium en carton, 4 cannes à pêche et 14 poissons, fabriqué par J.W. Spear & Söhne, à Nuremberg, Allemagne, dans les 1930 - 1935.

Spear est un éditeur de jeux de société appartenant au groupe Mattel et basé en Grande-Bretagne. En France, Spear est surtout connu pour avoir longtemps été l'éditeur du Scrabble.

## Historique
En 1994, Hasbro ne parvient pas à acheter le britannique J. W. Spear & Sons, la dernière surenchère de Mattel valorisant le fabricant du Scrabble à 515 millions de francs.

## Quelques jeux édités
- Scrabble, 1960 (VF), Alfred Mosher Butts
- Schmugglerjagd, 1965, Rudi Hoffmann
- Bist Du sicher?, 1971, Rudi Hoffmann
- Hamstern, 1972, Rudi Hoffmann
- Momox, 1972, Rudi Hoffmann
- Janus, 19758, Rudi Hoffmann
- Une soirée de meurtre, 1995, Cathy S. Miller, Larry Zacher et Lauri E. Hulse
- Argotics, 1995, Max Gerchambeau